# Conjugación de verbos japoneses
Esta página ofrece una lista de conjugaciones de verbos y de adjetivos japoneses. Casi todos ellos son regulares. La conjugación de los verbos japoneses es la misma para todos los sujetos, primera persona ("Yo", "Nosotros"), segunda persona ("tú", "vosotros") y tercera persona ("él/ella" y "ellos") singular y plural. Todos los verbos en infinitivo acaban en u. Existen solamente dos verbos irregulares (sin incluir los derivados de する: べんきょうする、ダンス を する), y en esta página se incluye una lista de sus diferentes conjugaciones. En el japonés moderno, no hay verbos que terminen en zu, fu, pu, o yu.

## Presente y futuro
En japonés, los acontecimientos en presente y futuro comparten la misma conjugación, a veces llamada "no pasado" y la diferencia entre ellos se expresa mediante otra forma (por ejemplo, a través del contexto, o palabras que indican el tiempo). El "no pasado" de un verbo es igual a la forma que aparece en los diccionarios y no requiere conjugación alguna. Por ejemplo:
- (私は)買い物をする (watashi wa) kaimono o suru: "compro", o "compraré".
- (私は)明日 勉強する (watashi wa) ashita benkyou suru: "mañana estudiaré". Los pronombres japoneses normalmente se omiten cuando está claro de lo que se habla.

En muchos casos, el no pasado, no puede usarse para indicar una situación actual, como "estoy comprando". Por el contrario, sólo puede usarse para expresar costumbres u otras acciones que especifican una continuidad en un futuro, como "compro".

## Forma Ta
El pasado japonés es muy similar a la conjugación de la popular forma te. Muchos verbos pueden transformarse en pasado cambiando el "te" por "ta". La única excepción son los adjetivos.
| Tipo de verbo                              | Pasado                    | Ejemplos                        | Pasado                  |
| ------------------------------------------ | ------------------------- | ------------------------------- | ----------------------- |
| Verbos irregulares                         |                           |                                 |                         |
| する suru (hacer)                          | した shita                |                                 |                         |
| 来る kuru (venir)                          | 来た kita                 |                                 |                         |
| 行く iku (ir)                              | 行った itta               |                                 |                         |
| いらっしゃる irassharu (verbo de cortesía) | いらっしゃった irasshatta |                                 |                         |
| ます masu (raíz)                           | -ました -mashita          | 行きます ikimasu (ir)           | 行きました ikimashita   |
| Verbos regulares                           |                           |                                 |                         |
| う u                                       | -った tta                 | 使う tsukau (usar)              | 使った tsukatta         |
| く ku                                      | -いた ita                 | 焼く yaku (arder)               | 焼いた yaita            |
| ぐ gu                                      | -いだ ida                 | 泳ぐ oyogu (nadar)              | 泳いだ oyoida           |
| す su                                      | -した shita               | 示す shimesu (mostrar)          | 示した shimeshita       |
| つ tsu                                     | -った tta                 | 待つ matsu (esperar)            | 待った matta            |
| ぬ nu                                      | -んだ nda                 | 死ぬ shinu (morir)              | 死んだ shinda           |
| ぶ bu                                      | -んだ nda                 | 呼ぶ yobu (llamar)              | 呼んだ yonda            |
| む mu                                      | -んだ nda                 | 読む yomu (leer)                | 読んだ yonda            |
| る ru (Raíz consonante)                    | -った tta                 | 走る hashiru (correr)           | 走った hashitta         |
| いる iru, える eru (Raíz vocal)            | -いた ita, -えた eta      | 着替える kigaeru (cambiar ropa) | 着替えた kigaeta        |
| Adjetivos                                  |                           |                                 |                         |
| い adjetivo i                              | -かった katta             | 安い yasui (barato)             | 安かった yasukatta      |
| な adjetivo na                             | -だった datta             | 簡単 kantan (simple)            | 簡単だった kantan datta |

Uso
Hacer el pasado sigue la misma pauta que el presente/futuro. Por ejemplo, 日本に行く nihon ni iku (Voy a Japón) se transforma 日本に行った nihon ni itta (Fui a Japón).

## Negativo
El patrón básico es convertir u en nai o anai.
| Tipo                            | Negativo                               | Ejemplos                        | Negativo                                                 |
| ------------------------------- | -------------------------------------- | ------------------------------- | -------------------------------------------------------- |
| Verbos irregulares              |                                        |                                 |                                                          |
| する suru (hacer)               | しない shinai                          | 勉強する benkyō suru (estudiar) | 勉強しない benkyō shinai                                 |
| 来る kuru (venir)               | 来ない konai                           |                                 |                                                          |
| ある aru (haber)                | ない nai (No haber)                    |                                 |                                                          |
| だ da (ser)                     | でわない de wa nai じゃない ja nai     |                                 |                                                          |
| ます masu (raíz)                | ません masen                           | 行きます ikimasu (ir)           | 行きません ikimasen                                      |
| Verbos regulares                |                                        |                                 |                                                          |
| う u                            | -わない -wanai                         | 使う tsukau (usar)              | 使わない tsukawanai                                      |
| く ku                           | -かない -kanai                         | 焼く yaku (arder)               | 焼かない yakanai                                         |
| ぐ gu                           | -がない -ganai                         | 泳ぐ oyogu (nadar)              | 泳がない oyoganai                                        |
| す su                           | -さない -sanai                         | 示す shimesu (mostrar)          | 示さない shimesanai                                      |
| つ tsu                          | -たない -tanai                         | 待つ matsu (esperar)            | 待たない matanai                                         |
| ぬ nu                           | -なない -nanai                         | 死ぬ shinu (morir)              | 死なない shinanai                                        |
| ぶ bu                           | -ばない -banai                         | 呼ぶ yobu (llamar)              | 呼ばない yobanai                                         |
| む mu                           | -まない -manai                         | 読む yomu (leer)                | 読まない yomanai                                         |
| る ru (Raíz consonante)         | -らない -ranai                         | 走る hashiru (correr)           | 走らない hashiranai                                      |
| いる iru, える eru (Raíz vocal) | -いない -inai, -えない -enai           | 着替える kigaeru (cambiar ropa) | 着替えない kigaenai                                      |
| Adjetivos                       |                                        |                                 |                                                          |
| adjetivos i                     | -くない -kunai                         | 痛い itai (doloroso)            | 痛くない itakunai                                        |
| adjetivos na                    | -ではない -de wa nai -じゃない -ja nai | 簡単 kantan (fácil)             | 簡単ではない kantan de wa nai 簡単じゃない kantan ja nai |

- El ない nai final se puede conjugar de dos maneras. 
  1. Como un adjetivo tipo i. Por ejemplo el pasado de 食べない tabenai es 食べなかった tabenakatta y la forma te es 食べなくて tabenakute.
  2. Hay una forma especial de te añadiendo で de. Por ejemplo, 食べないで tabenaide. Es usado, en 食べないで下さい tabenaide kudasai: "No te lo comas por favor".

## Formai
La forma i, o ren'yōkei, es muy regular, y casi siempre se forma transformando la u final por i.
| Tipo                            | Forma i       | Ejemplos                                               | Forma i            |
| ------------------------------- | ------------- | ------------------------------------------------------ | ------------------ |
| Verbos irregulares              |               |                                                        |                    |
| する suru (hacer)               | し shi        | 勉強する benkyō suru                                   | 勉強し benkyō shi  |
| 来る kuru                       | き ki         |                                                        |                    |
| る ru (verbos de cortesía)      | い i          | ござる gozaru                                          | ござい gozai       |
| だ da                           | であり de ari |                                                        |                    |
| verbos regulares                |               |                                                        |                    |
| う u                            | い i          | 使う tsukau (usar)                                     | 使い tsukai        |
| く ku                           | き ki         | 焼く yaku (arder)                                      | 焼き yaki          |
| ぐ gu                           | ぎ gi         | 泳ぐ oyogu (nadar)                                     | 泳ぎ oyogi         |
| す su                           | し shi        | 示す shimesu (mostrar)                                 | 示し shimeshi      |
| つ tsu                          | ち chi        | 待つ matsu (esperar)                                   | 待ち machi         |
| ぬ nu                           | に ni         | 死ぬ shinu (morir)                                     | 死に shini         |
| ぶ bu                           | び bi         | 呼ぶ yobu (llamar)                                     | 呼び yobi          |
| む mu                           | み mi         | 読む yomu (leer)                                       | 読み yomi          |
| る ru (raíz consonante)         | り ri         | 走る hashiru (correr)                                  | 走り hashiri       |
| いる iru, える eru (raíz vocal) | い i, え e    | 着替える kigaeru (cambiar ropa) 見る miru (ver, mirar) | 着替え kigae 見 mi |

- La regla para los verbos formales que acaban en る ru se aplica a los verbos honoríficos de raíz consonante いらっしゃる irassharu, おっしゃる ossharu, くださる kudasaru, ござる gozaru, y なさる nasaru, que tiene formas i irregulares. Se forman cambiando la ru por una i, en lugar de ri.

Uso
La forma i tiene muchos usos, normalmente se utiliza como prefijo. como por ejemplo:
- Para verbos en forma formal cuando es seguido por -ます -masu acabando: 行く iku → 行きますikimasu, 使う tsukau → 使います tsukaimasu.
- Para expresar un deseo cuando es finalizado en たい tai: 食べたい tabetai: "Quiero comer", 行きたい ikitai: "Quiero ir". (El tai final se conjuga como un adjetivo い i.)
- Para expresar una fuerte actitud negativa cuando es acabado en -はしない -wa shinai: 行きはしないよあんな所 iki wa shinai yo, anna tokoro "no iré a un lugar como aquél".
- Para formar una orden cuando acaba en
  - -なさい -nasai: これを食べなさい kore o tabenasai: "cómete esto", あそこへ行きなさい asoko e ikinasai: "vaya allá".
  - -な -na: 真っすぐ帰りな massugu kaerina "vuelve directamente a casa": 仲良く遊びな nakayoku asobina "jueguen amistosamente". (Usado con niños, etc.)
- Para expresar que algo es fácil o difícil cuando termina en -易い -yasui o -難い -nikui: したしみ易い shitashimiyasui: "fácil ser amigos": 分かり難い wakarinikui: "difícil de entender".
- Para expresar exceso cuando termina en el verbo -過ぎる -sugiru: 飲み過ぎる nomisugiru: "beber demasiado". (sugiru puede usarse también como raíz de un adjetivos.)
- En la jerga yakuza, para expresar falta de respeto (como odio o desprecio) se acaba con el verbo -やがる -yagaru: 殺しやがる koroshiyagaru: "matar (como una persona despreciable u odiosa)". (La forma te puede sustituirse por la forma i.)

La forma i también tiene usos propios, tales como:
- Para expresar un propósito, con に ni: 食べに行きました tabe ni ikimashita: "Fui a comer".
- En formal honoríficos como お使い下さい otsukai kudasai: "úsalo por favor".
- En conjunciones de escritura normal.

Para algunos verbos, la forma i también forma partes de palabras relacionadas que no se rigen por reglas generales. Por ejemplo:
- La forma i de 食べる taberu (comer) se le puede añadir 物 mono para formar 食べ物 tabemono (comida). similar a 飲む nomu.
- La forma i de 賭ける kakeru (apostar) puede quitarse Ru formando: 賭け kake, que significa "apuesta".
- 離す hanasu (separar) puede formarse con i de kiru (cortar) para formar 切り離す kirihanasu (recortar).

## FormaTe
La forma te (imperativo) de un verbo japonés se usa para marcar una conexión entre palabras. La conjugación de la forma te es muy parecida a la conjugación en pasado con la forma ta. Se utiliza para indicar una orden o solicitar algo.
| Tipo                                     | Transformación            | Ejemplos            | Forma Te                            |
| ---------------------------------------- | ------------------------- | ------------------- | ----------------------------------- |
| Verbos irregulares                       |                           |                     |                                     |
| する suru                                | して shite (haz)          | 愛する aisuru       | 愛して aishite (ama)                |
| 来る kuru                                | 来て kite (ven)           |                     |                                     |
| 行く iku                                 | 行って itte (ve/anda)     |                     |                                     |
| いらっしゃる irassharu (lenguaje cortés) | いらっしゃって irasshatte |                     |                                     |
| ます forma -masu                         | -まして -mashite          | 開けます akemasu    | 開けまして akemashite (abre)        |
| Verbos regulares                         |                           |                     |                                     |
| う u                                     | -って -tte                | 使う tsukau         | 使って tsukatte (usa/utiliza)       |
| く ku                                    | -いて -ite                | 焼く yaku           | 焼いて yaite (arde)                 |
| ぐ gu                                    | -いで -ide                | 泳ぐ oyogu          | 泳いで oyoide (nada)                |
| す su                                    | -して -shite              | 示す shimesu        | 示して shimeshite (muestra/enseña)  |
| つ tsu                                   | -って -tte                | 待つ matsu          | 待って matte (espera)               |
| ぬ nu                                    | -んで -nde                | 死ぬ shinu          | 死んで shinde (muere)               |
| ぶ bu                                    | -んで -nde                | 呼ぶ yobu           | 呼んで yonde (llama)                |
| む mu                                    | -んで -nde                | 読む yomu           | 読んで yonde (lee)                  |
| る ru (raíz consonante)                  | -って -tte                | 走る hashiru        | 走って hashitte (corre)             |
| いる iru, える eru (raíz vocal)          | -いて -ite, -えて -ete    | 着替える kigaeru    | 着替えて kigaete (cámbiate de ropa) |
| Adjetivos                                |                           |                     |                                     |
| adjetivo い i                            | -くて -kute               | 安い yasui (barato) | 安くて yasukute                     |
| adjetivo な na                           | -で -de                   | 簡単 kantan (fácil) | 簡単で kantan de                    |

## Potencial (kanoukei)
La u se transforma a eru.
| Tipo                            | Potencial                                                                | Ejemplos                           | Potencial                                        |
| ------------------------------- | ------------------------------------------------------------------------ | ---------------------------------- | ------------------------------------------------ |
| Verbos irregulares              |                                                                          |                                    |                                                  |
| する suru                       | -できる -dekiru                                                          | 勉強する benkyō suru               | 勉強できる benkyō dekiru                         |
| 来る kuru                       | 来られる korareru 来れる koreru                                          |                                    |                                                  |
| Verbos regulares                |                                                                          |                                    |                                                  |
| う u                            | -える -eru                                                               | 使う tsukau (usar)                 | 使える tsukaeru                                  |
| く ku                           | -ける -keru                                                              | 焼く yaku (arder)                  | 焼ける yakeru                                    |
| ぐ gu                           | -げる -geru                                                              | 泳ぐ oyogu (nadar)                 | 泳げる oyogeru                                   |
| す su                           | -せる -seru                                                              | 示す shimesu (mostrar)             | 示せる shimeseru                                 |
| つ tsu                          | -てる -teru                                                              | 待つ matsu (esperar)               | 待てる materu                                    |
| ぬ nu                           | -ねる -neru                                                              | 死ぬ shinu (morir)                 | 死ねる shineru                                   |
| ぶ bu                           | -べる -beru                                                              | 呼ぶ yobu (llamar)                 | 呼べる yoberu                                    |
| む mu                           | -める -meru                                                              | 読む yomu (leer)                   | 読める yomeru                                    |
| る ru (raíz consonante)         | -れる -reru                                                              | 走る hashiru (correr)              | 走れる hashireru                                 |
| いる iru, える eru (raíz vocal) | -いられる -irareru, えられる -erareru -いれる -ireru, -えれる -ereru (*) | 着替える kigaeru (cambiar de ropa) | 着替えられる kigaerareru (*) 着替えれるkigaereru |

Uso
El potencial se usa para expresar que uno tiene la habilidad de hacer algo. Los objetos directos están marcados con la partícula が ga en lugar de を o. Por ejemplo 日本語が読める nihongo ga yomeru: "Puedo leer japonés". 
Es usado para pedir a alguien que haga algo, en el mismo sentido de "Podrías...?" Por ejemplo「コーヒー買える？」 koohii kaeru?: "¿Podrías comprar (un poco) café?".
La ru potencial final se conjuga como un verbo de raíz vocal.

## Causativo
El modo causativo se caracteriza en que la u final se convierte en aseru para los verbos de raíz consonante, y la ru cambia a saseru para los verbos de raíz vocal.
| Tipo                            | Causativo                              | Ejemplos                 | Causativo                      |
| ------------------------------- | -------------------------------------- | ------------------------ | ------------------------------ |
| Verbos irregulares              |                                        |                          |                                |
| する suru (hacer)               | させる saseru                          | 勘弁する kanben suru     | 勘弁させる kanben saseru       |
| 来る kuru (venir)               | 来させる kosaseru                      |                          |                                |
| Verbos regulares                |                                        |                          |                                |
| う u                            | -わせる waseru                         | 使う tsukau (usar)       | 使わせる tsukawaseru           |
| く ku                           | -かせる -kaseru                        | 焼く yaku (arder)        | 焼かせる yakaseru              |
| ぐ gu                           | -がせる -gaseru                        | 泳ぐ oyogu (nadar)       | 泳がせる oyogaseru             |
| す su                           | -させる -saseru                        | 示す shimesu (mostrar)   | 示させる shimesaseru           |
| つ tsu                          | -たせる -taseru                        | 待つ matsu (esperar)     | 待たせる mataseru              |
| ぬ nu                           | -なせる -naseru                        | 死ぬ shinu (morir)       | 死なせる shinaseru             |
| ぶ bu                           | -ばせる -baseru                        | 呼ぶ yobu (llamar)       | 呼ばせる yobaseru              |
| む mu                           | -ませる -maseru                        | 読む yomu (leer)         | 読ませる yomaseru              |
| る ru (raíz consonante)         | -らせる -raseru                        | 走る hashiru (correr)    | 走らせる hashiraseru           |
| いる iru, える eru (raíz vocal) | -いさせる -isaseru, -えさせる -esaseru | 着替える kigaeru         | 着替えさせる kigaesaseru       |
| Adjetivos                       |                                        |                          |                                |
| Adjetivos い i                  | -くさせる -ku saseru                   | 寒い samui (frío)        | 寒くさせる samuku saseru       |
| Adjetivos な na                 | にさせる ni saseru                     | 静か shizuka (tranquilo) | 静かにさせる shizuka ni saseru |

- La ru final de la forma causativa se convierte en la nueva terminación del verbo. Se conjuga como un verbo de raíz vocal.
- Las formas negativas, normalmente no se transforman a causativas. En cambio, a la forma causativa del verbo se le añade una terminación negativa. Así, por ejemplo, Tabesasenai: "No permito comer".
- Los Adjetivos se transforman a causativa añadiendo saseru al final del verbo.

Uso
El causativo se usa para:
- Hacer que alguien haga algo: 宿題をさせる shukudai o saseru: "Le daré un trabajo".
- Permitir que alguien haga algo: 外で遊ばせる soto de asobaseru: "Te permito jugar fuera".
- Con actos explícitos: 先生が子供に勉強をさせた sensei ga kodomo ni benkyou o saseta: "El profesor hace que los niños estudien."
- Las formas honorífica させて貰う sasete morau o させて頂く sasete itadaku usando los verbos 貰う morau o su humilde equivalente 頂く itadaku.

## Causativo Pasivo
La forma pasiva del causativo se obtiene de la primera conjugación de la forma causativa y conjugando el resultado en forma pasiva.
Uso
Tal como la regla sugiere, La causativa pasiva se usa para expresar una causa pasiva: 両親に勉強させられる ryōshin ni benkyō saserareru: "Estoy estudiando por mis padres".
Ya que las palabras como させられる saserareru son consideradas difíciles de pronunciar, con frecuencia en el lenguaje coloquial, la forma central de la causativa pasiva se contrae. Así pues, させられる saserareru se convertiría en さされる sasareru.

## Forma condicionaleba(youkenkei)
La forma condicional eba se caracteriza porque la u final se convierte en eba en los verbos de raíz consonante, y la ru se convierte en reba en los verbos de raíz vocal.
| Tipo                            | Condicional                    | Ejemplos                           | Condicional                  |
| ------------------------------- | ------------------------------ | ---------------------------------- | ---------------------------- |
| Verbos irregulares              |                                |                                    |                              |
| する suru                       | すれば sureba                  | 勘弁する kanben suru               | 勘弁すれば kanben sureba     |
| 来る kuru                       | くれば kureba                  |                                    |                              |
| だ da (ser)                     | であれば de areba              |                                    |                              |
| Verbos regulares                |                                |                                    |                              |
| う u                            | -えば -eba                     | 使う tsukau (usar)                 | 使えば tsukaeba              |
| く ku                           | -けば -keba                    | 焼く yaku (arder)                  | 焼けば yakeba                |
| ぐ gu                           | -げば -geba                    | 泳ぐ oyogu (nadar)                 | 泳げば oyogeba               |
| す su                           | -せば -seba                    | 示す shimesu (mostrar)             | 示せば shimeseba             |
| つ tsu                          | -てば -teba                    | 待つ matsu (esperar)               | 待てば mateba                |
| ぬ nu                           | -ねば -neba                    | 死ぬ shinu (morir)                 | 死ねば shineba               |
| ぶ bu                           | -べば -beba                    | 呼ぶ yobu (llamar)                 | 呼べば yobeba                |
| む mu                           | -めば -meba                    | 読む yomu (leer)                   | 読めば yomeba                |
| る ru (raíz consonante)         | -れば -reba                    | 走る hashiru (correr)              | 走れば hashireba             |
| いる iru, える eru (raíz vocal) | -いれば -ireba, -えれば -ereba | 着替える kigaeru (cambiar de ropa) | 着替えれば kigaereba         |
| Adjetivos y negativos           |                                |                                    |                              |
| Adjetivos い i                  | -ければ -kereba                | 寒い samui                         | 寒ければ samukereba          |
| Adjetivos な na                 | であれば de areba              | 簡単 kantan                        | 簡単であれば kantan de areba |
| ない nai (negativo)             | -なければ -nakereba            | 行かない ikanai                    | 行かなければ ikanakereba     |

- Los adjetivos y sustantivos de tipo na normalmente se usan con el condicional なら nara en lugar de であれば de areba.
- La forma なければ nakereba usada para la forma negativa se puede contraer coloquialmente a なきゃ nakya o なくちゃ nakucha. Así 行かなければ ikanakereba se convierte en 行かなきゃ ikanakya.

Uso
La forma condicional eba se usa en los condicionales. Por ejemplo:
- 何すればいいか nani sureba ii ka: "¿Qué debería hacer?"
- 分かればいい wakareba ii: "Siempre y cuando lo entendieras"
- 時間があれば買い物をしよう jikan ga areba, kaimono o shiyou: "Si hay tiempo, vamos a comprar."

## Forma condicionalra
La forma condicinal ra se forma añadiendo ra a la forma en pasado. También se le puede añadir un ba adicional, que lo hace más formal
| Tipo                            | Condicional                  | Ejemplo                            | Condicional               |
| ------------------------------- | ---------------------------- | ---------------------------------- | ------------------------- |
| Verbos irregulares              |                              |                                    |                           |
| する suru (hacer)               | したら shitara               | 勉強する benkyō suru               | 勉強したら benkyō shitara |
| 来る kuru (venir)               | 来たら kitara                |                                    |                           |
| 行く iku (ir)                   | 行ったら ittara              |                                    |                           |
| ます -masu (raíz)               | ましたら -mashitara          | 行きます ikimasu (ir)              | 行きましたら ikimashitara |
| Verbos regulares                |                              |                                    |                           |
| う u                            | -ったら ttara                | 買う kau (comprar)                 | 買ったら kattara          |
| く ku                           | -いたら itara                | 聞く kiku (oír/escuchar/preguntar) | 聞いたら kiitara          |
| ぐ gu                           | -いだら idara                | 泳ぐ oyogu (nadar)                 | 泳いだら oyoidara         |
| す su                           | -したら shitara              | 話す hanasu (hablar)               | 話したら hanashitara      |
| つ tsu                          | -ったら ttara                | 待つ matsu (esperar)               | 待ったら mattara          |
| ぬ nu                           | -んだら ndara                | 死ぬ shinu (morir)                 | 死んだら shindara         |
| ぶ bu                           | -んだら ndara                | 呼ぶ yobu (llamar)                 | 呼んだら yondara          |
| む mu                           | -んだら ndara                | 読む yomu (leer)                   | 読んだら yondara          |
| る ru (raíz consonante)         | -ったら ttara                | 売る uru (vender)                  | 売ったら uttara           |
| いる iru, える eru (raíz vocal) | -いたら itara, -えたら etara | 見る miru (ver/mirar)              | 見たら mitara             |

Uso
La forma condicional ra se puede usar de la misma manera que la forma eba. Sin embargo, también puede usarse más bien en el sentido de "si..." y "cuando...", y para ello es preferible usar la forma eba cuando el significado es más preciso. Por ejemplo:
- 日本に行ったら、カメラを買いたい。nihon ni ittara, kamera o kaitai: "Si voy a Japón, entonces (cuando eso ocurra) quiero comprarme una cámara."

El condicional ra se puede usar también cuando la oración principal está en pasado. En tal caso, significa "cuando", y conlleva a la implicación adicional de un resultado inesperado. Por ejemplo:
- 喫茶店に行ったら、鈴木さんに出会った。kissaten ni ittara, Suzuki-san ni deatta: "Cuando fui a la cafetería, me encontré con el señor Suzuki (y no me lo esperaba)"

## Imperativo
Muchos de los imperativos se caracterizan porque la u final se convierte en e.
| Tipo                            | Transformación                                 | Ejemplo                                   | Imperativo                                 |
| ------------------------------- | ---------------------------------------------- | ----------------------------------------- | ------------------------------------------ |
| Verbos irregulares              |                                                |                                           |                                            |
| する suru                       | しろ shiro せよ seyo                           | 勘弁する kanben suru                      | 勘弁しろ kanben shiro 勘弁せよ kanben seyo |
| 来る kuru                       | 来い koi                                       |                                           |                                            |
| る ru (verbos formales)         | -い -i                                         | いらっしゃる irassharu なさる nasaru      | いらっしゃい irasshai なさい nasai         |
| くれる kureru                   | くれ kure                                      |                                           |                                            |
| masu stem                       | -ませ -mase                                    | いらっしゃいます irasshaimasu (ir, venir) | いらっしゃいませ irasshaimase              |
| だ da (ser)                     | であれ de are                                  |                                           |                                            |
| Verbos regulares                |                                                |                                           |                                            |
| う u                            | -え -e                                         | 使う tsukau (usar)                        | 使え tsukae                                |
| く ku                           | -け -ke                                        | 焼く yaku (arder)                         | 焼け yake                                  |
| ぐ gu                           | -げ -ge                                        | 泳ぐ oyogu (nadar)                        | 泳げ oyoge                                 |
| す su                           | -せ -se                                        | 示す shimesu (mostrar)                    | 示せ shimese                               |
| つ tsu                          | -て -te                                        | 待つ matsu (esperar)                      | 待て mate                                  |
| ぬ nu                           | ね ne                                          | 死ぬ shinu (morir)                        | 死ね shine                                 |
| ぶ bu                           | -べ -be                                        | 呼ぶ yobu (llamar)                        | 呼べ yobe                                  |
| む mu                           | め me                                          | 読む yomu (leer)                          | 読め yome                                  |
| る ru (raíz consonante)         | -れ -re                                        | 走る hashiru (correr)                     | 走れ hashire                               |
| いる iru, える eru (raíz vocal) | -いろ -iro, -いよ -iyo, -えろ -ero, -えよ -eyo | 着替える kigaeru (cambiar de ropa)        | 着替えろ kigaero 着替えよ kigaeyo          |

- La regla para los verbos formales que acaban en ru se aplica para los verbos honoríficos de raíz consonante irassharu, ossharu, kudasaru, gozaru, y nasaru, cuya formas imperativas son las mismas que en sus formas irregulares i.

Uso
La forma imperativa se usa
- En órdenes, tales como en los servicios militares, para dirigirse a inferiores, o en ejercícios de libros,
- En frases hechas como nani shiro: "no importa qué".
- En lenguaje informativo, donde una frase formal puede presentarse usando el imperativo simple: kashite kudasai (directo) kase to iwareta (me dijo que se lo dejara).

## Pasiva
El patrón general para la voz pasiva es cambiar la u final por areru.
| Tipo                            | Pasiva                               | Ejemplos                           | Pasiva                   |
| ------------------------------- | ------------------------------------ | ---------------------------------- | ------------------------ |
| Verbos irregulares              |                                      |                                    |                          |
| する suru                       | される sareru                        | 勉強する benkyō suru (estudiar)    | 勉強される benkyō sareru |
| 来る kuru (venir)               | 来られる korareru                    |                                    |                          |
| Verbos regulares                |                                      |                                    |                          |
| う u                            | -われる wareru                       | 使う tsukau (usar)                 | 使われる tsukawareru     |
| く ku                           | -かれる kareru                       | 焼く yaku (arder)                  | 焼かれる yakareru        |
| ぐ gu                           | -がれる gareru                       | 泳ぐ oyogu (nadar)                 | 泳がれる oyogareru       |
| す su                           | -される sareru                       | 示す shimesu (mostrar)             | 示される shimesareru     |
| つ tsu                          | -たれる tareru                       | 待つ matsu (esperar)               | 待たれる matareru        |
| ぬ nu                           | -なれる nareru                       | 死ぬ shinu (morir)                 | 死なれる shinareru       |
| ぶ bu                           | ばれる bareru                        | 呼ぶ yobu (llamar)                 | 呼ばれる yobareru        |
| む mu                           | -まれる mareru                       | 読む yomu (leer)                   | 読まれる yomareru        |
| る ru (raíz consonante)         | -られる rareru                       | 走る hashiru (correr)              | 走られる hashirareru     |
| いる iru, える eru (raíz vocal) | -いられる irareru, -えられる erareru | 着替える kigaeru (cambiar de ropa) | 着替えられる kigaerareru |

- La る ru final de las pasivas se convierten en una nueva terminación verbal. Se conjugan como un verbo de raíz vocal. Así el pasado, て te, o las formas formales pueden ser añadidas al verbo.
- La cópula, だ da, no forma una pasiva.
- Para la forma ます masu, se le añade ます masu a la pasiva del verbo simple.

Uso
La forma pasiva se usa:
- como un pasivo: このテレビは東芝によって作られた kono terebi wa Toshiba ni yotte tsukurareta: "Esta tele fue hecha por Toshiba",
- como una pasiva agresiva, indicando un hecho lamentable para alguien, y
- como una forma de honorífico.

## Volitivo
El patrón general para el volitivo es cambiar la u final por ō (ou) en los verbos de raíz consonante, o, en los verbos de raíz vocal, sustituir ru por yō (you).
| Tipo                            | Volitivo                 | Ejemplos                           | Volitivo                                       |
| ------------------------------- | ------------------------ | ---------------------------------- | ---------------------------------------------- |
| Verbos irregulares              |                          |                                    |                                                |
| する suru (hacer)               | しよう shiyō せよう seyō | 勉強する benkyō suru (estudiar)    | 勉強しよう benkyō shiyō 勉強せよう benkyō seyō |
| 来る kuru (ir)                  | 来よう koyō              |                                    |                                                |
| だ da (ser)                     | だろう darō              |                                    |                                                |
| ます forma -masu                | -ましょう mashō          | 行きます ikimasu (ir, formal)      | 行きましょう ikimashō                          |
| Verbos regulares                |                          |                                    |                                                |
| う u                            | -おう ō                  | 使う tsukau (usar)                 | 使おう tsukaō                                  |
| く ku                           | -こう kō                 | 焼く yaku (arder)                  | 焼こう yakō                                    |
| ぐ gu                           | -ごう gō                 | 泳ぐ oyogu (nadar)                 | 泳ごう oyogō                                   |
| す su                           | -そう sō                 | 示す shimesu (mostrar)             | 示そう shimesō                                 |
| つ tsu                          | -とう tō                 | 待つ matsu (esperar)               | 待とう matō                                    |
| ぬ nu                           | -のう nō                 | 死ぬ shinu (morir)                 | 死のう shinō                                   |
| ぶ bu                           | -ぼう bō                 | 呼ぶ yobu (llamar)                 | 呼ぼう yobō                                    |
| む mu                           | -もう mō                 | 読む yomu (leer)                   | 読もう yomō                                    |
| る ru (Raíz consonante)         | -ろう rō                 | 走る hashiru (correr)              | 走ろう hashirō                                 |
| いる iru, える eru (Raíz vocal) | -いよう iyō, -えよう eyō | 着替える kigaeru (cambiar de ropa) | 着替えよう kigaeyō                             |

Uso
En general, la forma volitiva expresa intención, tal como se ve en los siguientes casos:
- En las declaraciones volitivas ("voy") : 勉強しよう benkyō shiyō: "Voy a estudiar".
- Para hacer preguntas volitivas ("vamos") : 行こうか ikō ka: "¿Vamos a ir?"
- Para expresar lo que uno está pensado hacer, 思う omou: 買おうと思う kaō to omou: "Creo que lo compraré".
- En la forma しようとする shiyō to suru: estar a punto o tratando de. 犬が死のうとしている Inu ga shinō to shite iru: "El perro se está muriendo."

- Datos: Q656627